# Raión de Zlynka
El raión de Zlynka (ruso: Злы́нковский райо́н) es un distrito administrativo y municipal (raión) ruso perteneciente a la óblast de Briansk. Se ubica en el suroeste de la óblast. Su capital es Zlynka.
En 2021, el raión tenía una población de 11 873 habitantes.
El raión es fronterizo al oeste con Bielorrusia.

## Subdivisiones
Comprende la ciudad de Zlynka (la capital), el asentamiento de tipo urbano de Výshkov y los asentamientos rurales de Denisovichi, Rógov, Spiridónova Buda y Bolshiye Shcherbinichi. Estas seis entidades locales suman un total de 42 localidades.